# Simon Lee
Simon Lee (koreanisch 사이먼 리; * 9. Januar 2001) ist ein südkoreanischer Leichtathlet, der sich auf den Sprint spezialisiert hat.

## Sportliche Laufbahn
Erste internationale Erfahrungen sammelte Simon Lee im Jahr 2023, als er bei den Asienmeisterschaften in Bangkok mit der südkoreanischen 4-mal-100-Meter-Staffel in 38,99 s gemeinsam mit Ko Seung-hwan, Shin Min-kyu und Park Won-jin die Bronzemedaille hinter den Teams aus Thailand und der Volksrepublik China gewann. Zudem schied er über 100 Meter mit 10,59 s im Halbfinale aus. Ende September schied er bei den Asienspielen in Hangzhou mit 10,45 s im Halbfinale über 100 Meter aus.

## Persönliche Bestzeiten
- 100 Meter: 10,30 s (+1,9 m/s), 13. Juni 2023 in Naju
- 200 Meter: 21,38 s (−0,5 m/s), 19. Juli 2019 in Jeongseon